# Die Knödel

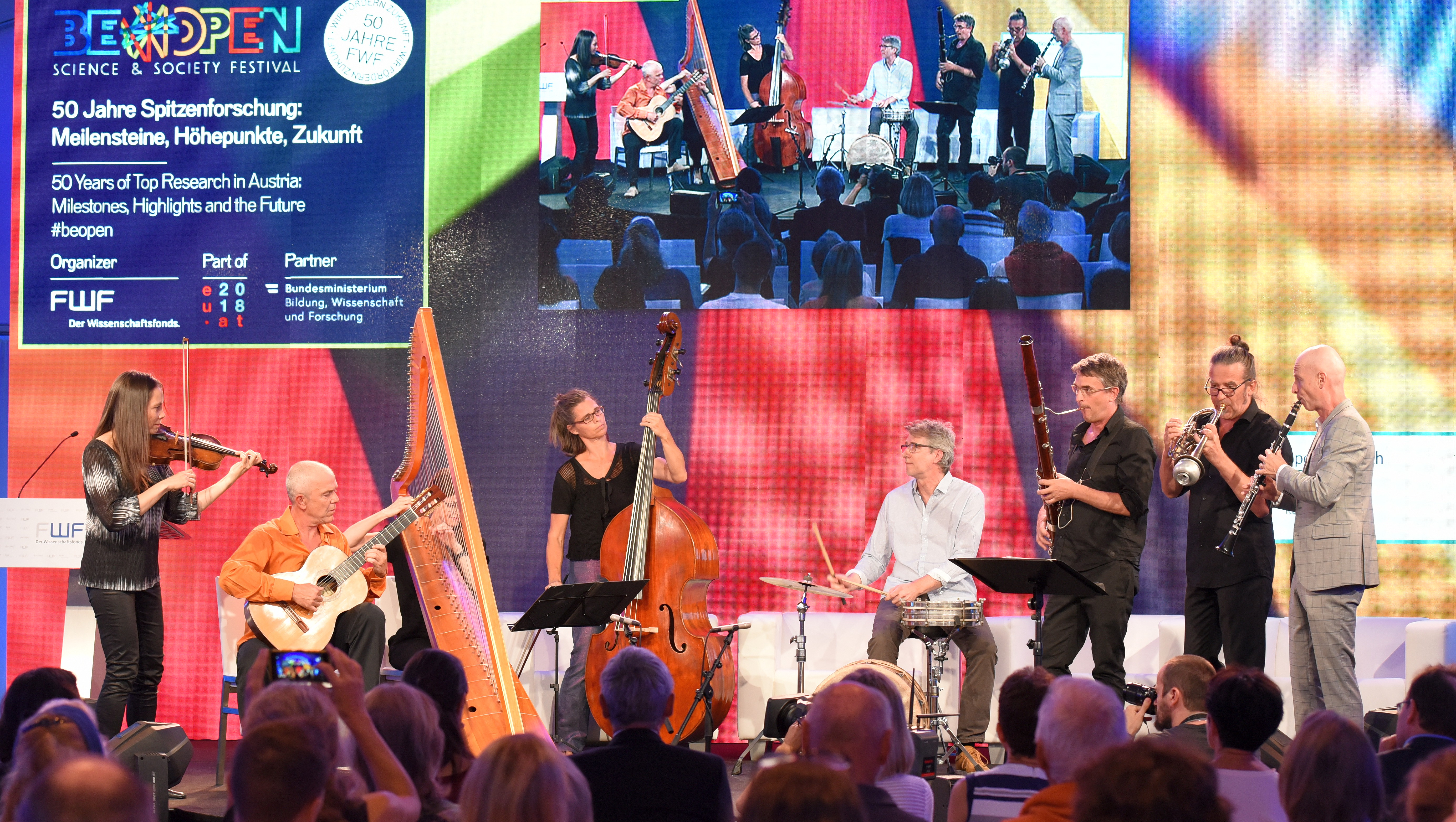
„Die Knödel“ beim BE OPEN Science & Society Festival 2018

Die Knödel sind eine österreichische Band, die von 1992 bis 2000 aktiv war und seit 2018 wieder aktiv ist.

## Bandgeschichte
Das Tiroler Neo-Volksmusik-Jazz-Oktett existierte von 1992 bis 2000 und wurde vom Fagottisten Christof Dienz gegründet.  Mit einem traditionellen Volksmusik-Instrumentarium, darunter Hackbrett, Harfe, Okarina, Kontrabass, Fagott, Geige, Trompete und Gitarre, spielte die Gruppe eine ebenso klassische wie postmoderne Form der Volksmusik, die sich allerlei zeitgenössischer Musikformen bedient und trotzdem stets nach ihren Wurzeln klingt.
Im Jahre 1995 kam es zu einer Kollaboration mit der ebenfalls weltmusikalisch orientierten Sängerin, Saxophonistin und Komponistin Amy Denio aus Seattle; es entstand ein Konzeptalbum mit dem Namen Non lo so, Polo, das auf den Reiseerlebnissen des italienischen Entdeckers Marco Polo in Asien basiert.
Ebenfalls 1995 spielten Die Knödel auch das Album Panorama ein, auf dem die Gruppe fünfzehn Auftragswerke anderer Künstler interpretierte, die allesamt Tirol als Thema behandelten.
Am bekanntesten ist das Stück „Die Knödelpolka“ aus der CD „Verkochte Tiroler“.

## Revival
Am 26. Juli 2018 kam es zu einem Revival-Konzert der Formation (in annähernd der alten Besetzung) in Krems beim Festival Glatt & Verkehrt im Hof der Winzer Krems.
Am 9. September 2018 spielte das Ensemble im Rahmen des BE OPEN - Science & Society Festival anlässlich des 50-jährigen Jubiläums des Fonds zur Förderung der wissenschaftlichen Forschung FWF. Der Auftritt war das „musikalische Geburtstagsgeschenk“ des WWTF an den FWF und bestand aus der Uraufführung eines Werkes von Christof Dienz.
Außerdem spielten sie 2018 die Musik zum Film Das Wunder von Wörgl ein.

## Mitglieder
- Christof Dienz – Fagott
- Alexandra Dienz – Kontrabass, Hackbrett, Gesang
- Catherine Aglibut – Geige, Bratsche, Gesang
- Margret Köll – Harfe
- Walter Seebacher – Klarinette, Hackbrett
- Michael Öttl – Gitarre
- Andreas Lackner – Trompete, Flügelhorn, Kontrabass, Hackbrett
- Julia Fiegl – Geige, Hölzernes Glachter, Gesang

### Besetzung 2018
- Christof Dienz – Komposition, Fagott, Zither
- Alexandra Dienz – Kontrabass
- Cathi Aglibut – Violine
- Margret Köll – Tripelharfe
- Walter Seebacher – Klarinette
- Michael Öttl – Gitarre
- Andreas Lackner – Trompete
- Charlie Fischer – Schlagwerk

## Diskographie
Die CD-Alben sind von 1993 bis 1995 im Schweizer Label RecRec erschienen.
- Verkochte Tiroler, 1993
- Die Noodle, 1993
- Non lo so, Polo (mit Amy Denio), 1995
- Panorama, 1995
- Still, 2019[3], Col legno
- Wunderrad, 2023